# Белорусско-румынские отношения
Белорусско-румынские отношения — двусторонние дипломатические отношения между Белоруссией и Румынией. Румыния признала независимость Республики Беларусь 20 декабря 1991 года, спустя день после её провозглашения. Дипломатические отношения между двумя странами были установлены 14 февраля 1992 года.
История белорусско-румынских отношений берёт свое начало с династии Новогрудских князей Кориатовичей, которые правили в Молдавии и Подолье.

## История

### ЯзыгииЯтвяги
Белорусско-румынские исторические связи начинаются с расселения сарматских племен. Племена полесских ятвягов и языгов берут одно происхождение. Ятвяги занимали большую часть современного Подляшья и Полесья. Языги проживали вдоль Дуная.
Матвей Меховский в «Хронике Польский, Литовской, Жмудской и всей Руси» также указывал, что в Венгрии над рекой Тиссой (Тибиском) частично проживали языги-метанасты (Jazygami Metanasti).

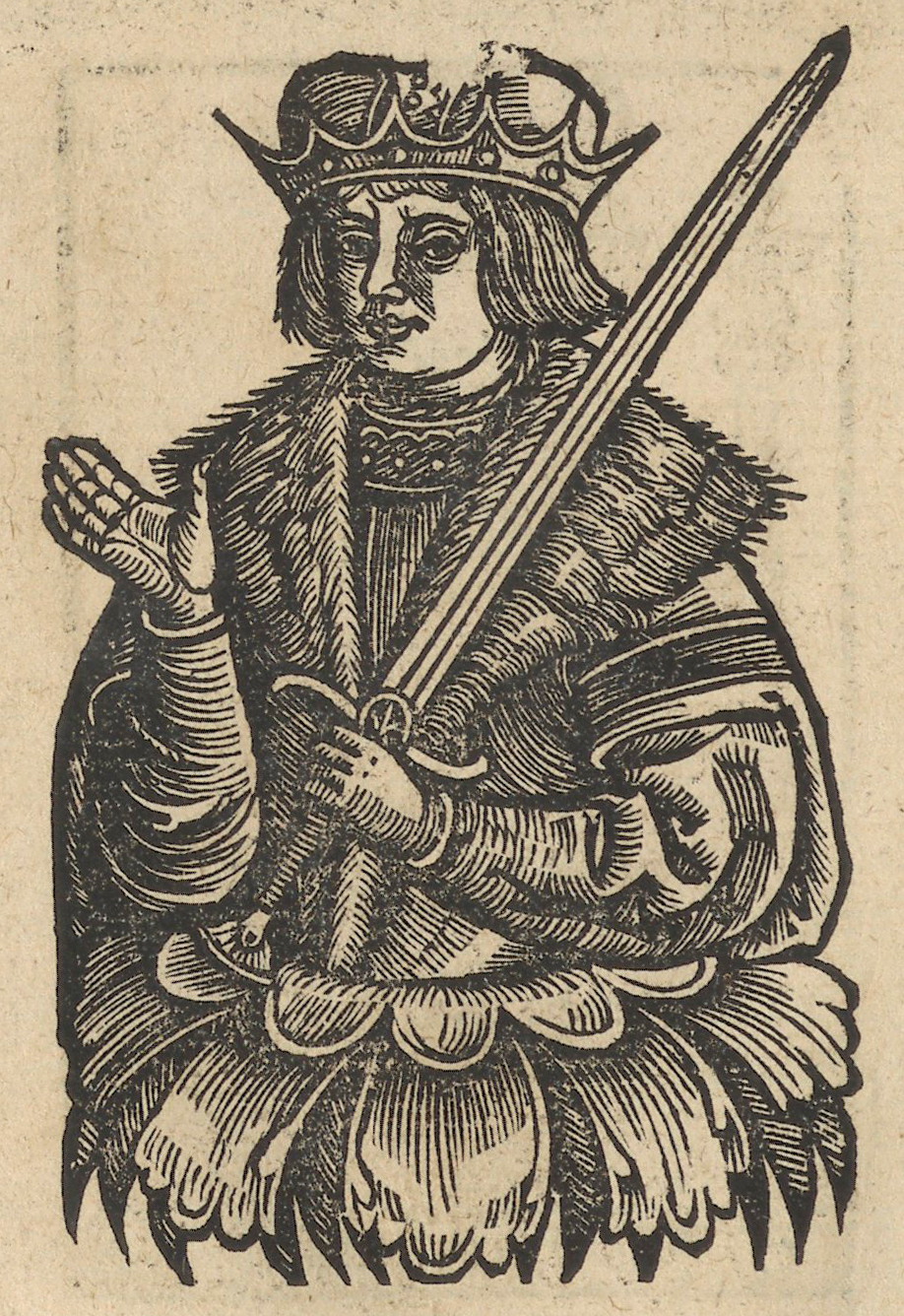
Кориат

#### Кориатовичи
Кориат был сыном Великого князя литовского Гедимина и Евны Полоцкой, дочки ятвяжского вождя Скуманда, Кориат был князем Новогрудский. Его старший сын, Юрий, родился в румынском городе Васлуй и стал Князем Подольским. Юрий также унаследовал от отца Новогрудок, и стал князем Новогрудским, и был крещен в православие, под именем Михаил. Юрий активно участвовал в разделе Галицко-волынского королевства. Позже молдаване пригласили его на молдавский престол, и он стал воеводой Молдавии. Однако, согласно Литовско-русской хронике, Юрий был отравлен валахами, что послужило причиной вторжения литовцев в Молдавию в конце 1377.

### Великое княжество ЛитовскоеиВалахия
После Кревской унии Королевства Польского и Великого княжества Литовского в 1385 году ознаменовалось сближение обоих государств с Валахией в связи с антивенгерской направленностью их политики. В 1403 году валашский воевода Мирча I Старый утвердил договор со «своим другом Ягайло». Такое же соглашение было заключено в 1411 году. С появлением османской угрозы Валахия проявила заинтересованность в сближении с Венгрией для совместных действий против турок. Валашское княжество безуспешно участвовало во внутренней борьбе в Османской империи и, чтобы избежать вторжения, в 1413 году было вынуждено платить османам дань. Попытки избавиться от османской зависимости путем принятия венгерского или польского сюзеренитета закончились неудачей. Не раз Валашское княжество было вынуждено платить дань двум, а то и трем партиям.

### Речь ПосполитаяиТрансильвания
В 1575—1576, Трансильвания и Речь Посполитая были объединённы под венгерским Князем Стефаном Баторием (Также известным как «Батура»), который проживал в Старом Замке, Гродно, куда планиировал перенести столицу.
Баторий внёс большой вклад в развитие культуры и экономики Великого Княжества Литовского. Он стремился к укреплению королевской власти, вёл борьбу с магнатами. Одним из ключевых направлений внешней политики Батория была Ливонская война. В ходе этой войны он успешно противостоял Московскому царству, что позволило вернуть утраченные территории и заключить выгодный мирный договор. Баторий провел три успешных кампании против Ивана Грозного, что привело к подписанию Ям-Запольского мира в 1582 году, по которому Россия отказалась от претензий на Ливонию и Полоцк.

### БНРиКоролевство Румыния
В XX в. множество белорусов воевало на Румынском фронте во время Первой Мировой Войны. Белорусский генерал Иосиф Пожарский, при поддержке Румынского Военного Командования белорусизировало следующие дивизии:
Были белорусизированы:
6-й Таврогенский пограничный конный полк (получил название Первый Гусарский Белорусский Национальный полк),
4-й армейский корпус в составе 30-й и 40-й пехотных дивизий с артиллерией, штаб корпуса и все его вспомогательные части и учреждения,
43-я дивизия с артиллерией и приданными ей частями вместе с 26-м автоброневым отделением,
357-я Витебская дружина
401-я Минская дружина.

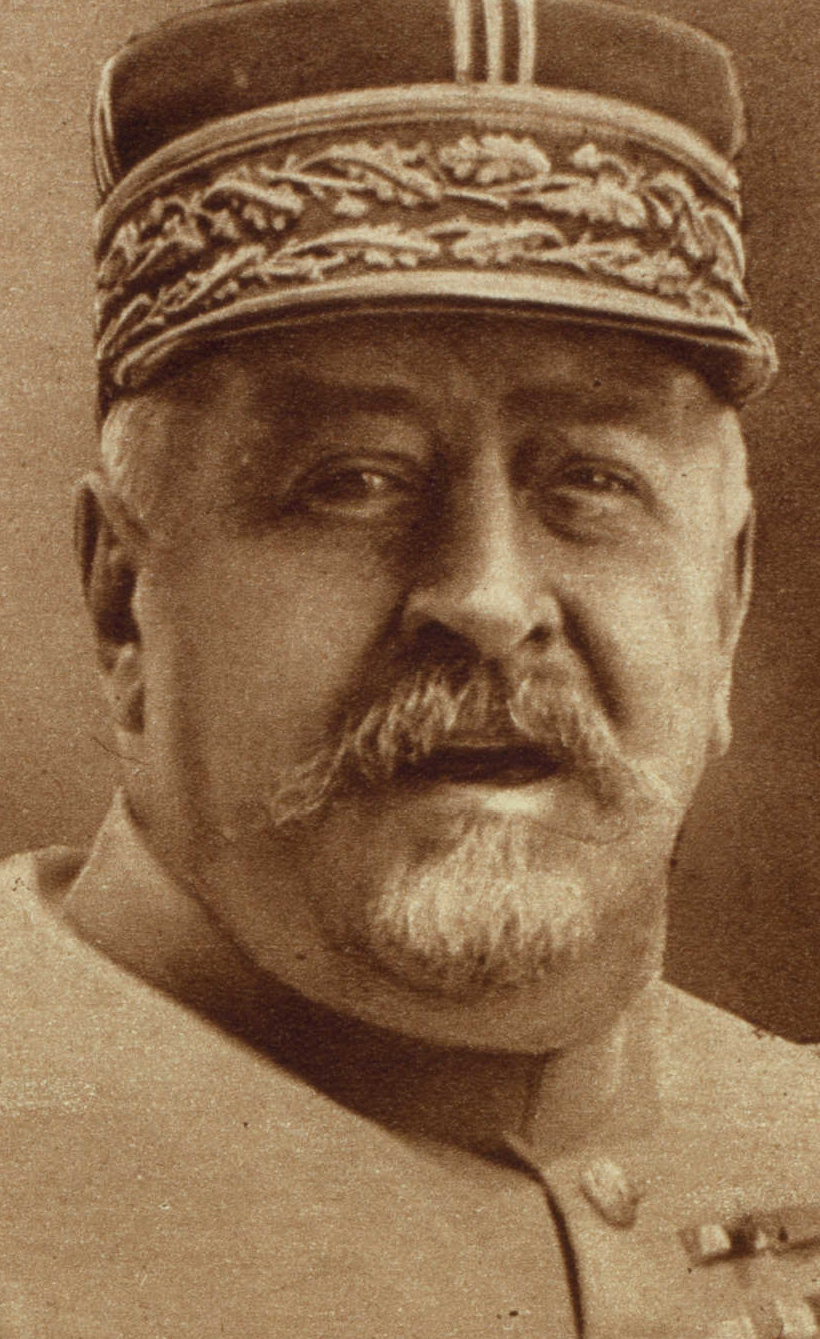
Анри Бертло

Правительство Молдавской Демократической Республики поддерживало создание белорусских частей на их территории.
Правительство Молдавской Республики не видит принципиальных препятствий для разрешения формирования белорусских воинских частей без оружия на территории Молдавской Республики и предлагает формированиям обращаться в отдел продовольствия МВД и Интернационала. Продовольственная комиссия Союза по вопросам продовольствия. Местонахождение и детали формирования должны быть разработаны по согласованию с военным министром и румынским командованием.
Белорусская военная коммисия в Румынии действовала на территории Молдавской демократической республики и Королевства Румынии. Рада БНР вело переписку с Правительством Королевства Румынии возглавляемым Королем Фердинандом, о переброске дивизии в Минск, для помощи новосозданной БНР.
20 февраля 1919 года консул БНР в Одессе Степан Некрашевич обратился к главнокомандующему союзными войсками на Балканах и Юге России франко-румынскому генералу Анри Бертло по поводу создания белорусских вооруженных формирований. Бертло принял Некрашевича и полковника Павла Вендта, они просветили главнокомандующего по белорусскому вопросу и подарили карту Белоруссии, за что он был благодарен и, несмотря на неодобрение Деникина, разрешил сформировать Белорусскую дивизию.

### Социалистическая Республика РумынияиБССР
Отношения между БССР и Социалистической Республикой Румынии в советский период были в основном дружественными и сотрудничающими. Обе страны были членами Совета экономической взаимопомощи и активно участвовали в различных международных и экономических проектах.
В 1950-х и 1960-х годах между БССР и СРР были различные соглашения о торговле и экономическом сотрудничестве. В 1959 в Румынию были направлены делегация деятелей культуры, государственный ансамбль танца в составе 70 человек, выставка произведений белорусских художников, включавшая 180 работ. Во время Декады демонстрировались художественные и документальные киноленты, созданные на киностудии «Беларусьфильм»: «Константин Заслонов», «Павлинка», «Поют жаворонки», «Нестерка», «Миколка-паровоз», «Наши соседи», «Красные листья», «Часы остановились в полночь», «Девочка ищет отца», «Строгая женщина», «Беловежская пуща», "На земле белорусской ", «Над рекой Арессой», «Мы живем в Минске», «Они вступают в жизнь», «Изобразительное искусство Белоруссии», «Белорусский концерт», «Беларусь индустриальная». В Бухарест были также направлены пластинки с записями музыки, созданной белорусскими композиторами, фотовыставка «Белорусская ССР за 40 лет Советской власти», подборки фотографий.
Между этим, антибольшевисткие правительства Белорусской центральной рады и Румынского освободительного движения также имели посредственные отношения через Антибольшевисткий блок народов.

### Республика БеларусьиРумыния
Румыния признала государственную независимость Республики Беларусь 20 декабря 1991 года, через день после её провозглашения.
Дипломатические отношения между Республикой Беларусь и Румынией установлены 14 февраля 1992 года.
Генеральное консульство Республики Беларусь в Бухаресте открыто в 1994 году, в 1996 году преобразовано в Посольство Республики Беларусь в Румынии.
В июле 1992 года состоялся визит в Беларусь Президента Румынии И. Илиеску, в феврале 1993 года — Министра иностранных дел Румынии Т.Мелешкану. Председатель Верховного совета Белоруссии Станислав Шушкевич посетил Бухарест в мае 1993 г. и апреле 1994 г. В мае 1995 года прошел официальный визит в Румынию Премьер-министра Республики Беларусь.
Почётным консулом Румынии в Республике Беларусь является белорусский бизнесмен Павел Топузидис.

#### Протесты в Белоруссии 2020 г.
Во время протестов в Белоруссии 2020, Румыния, Польша и Литва выступили с заявлением о том, что Евросоюз должен предоставить Белоруссии безвизовый режим, доступ к финансовым институтам и помочь Минску в присоединении к ВТО.
В рамках этого пакета помощи, уточняют авторы инициативы, Белоруссии следует предоставить безвизовый режим. Всё это выступившие с заявлением страны называют «подготовкой позитивной повестки дня для Белоруссии вместе с пакетом поддержки политических, экономических и социальных преобразований в стране».

## Культурное и образовательное сотрудничество
Взаимодействие в сфере образования, культуры, науки, по линии спортивных федераций и организаций динамично развивается и является одной из основ двустороннего сотрудничества.
Румынские исполнители традиционно успешно выступают на музыкальных фестивалях в Беларуси. В частности, в 2018 году впервые представитель Румынии стал лауреатом гран-при песенного конкурса Славянский базар в г. Витебске (Марчел Рошка). Отдельного приза жюри также была удостоена исполнительница от Румынии в детской части Славянского базара Илинка Дину. В феврале 2018 года румынский хор имени Чиприана Порумбеску принял участие в XVII Международном фестивале православных песнопений «Коложский Благовест» в г. Гродно.
Солистка румынского хора Валентина Таблан получила звание лучшей солистки фестиваля. Фильм румынского режиссёра Раду Жуде «Мне плевать, если мы войдем в историю как варвары» получил гран-при минского кинофестиваля «Лістапад 2018» в главной номинации — «лучший фильм».
Между университетами Беларуси и Румынии подписано более 40 документов о сотрудничестве.
Посольством передан в Национальную библиотеку Румынии комплект факсимильного издания «Книжное наследие Франциска Скорины».

## Приднестровский вопрос
12 ноября 2006, глава комиссии Палаты представителей Белоруссии по международным делам Вадим Попов опроверг признание ПМР Белоруссией.
«Беларусь признает территориальную целостность Молдовы и не видит оснований для инициирования вопроса о признании Приднестровья суверенным независимым государством. У нас установлены дипломатические отношения с Молдовой, частью которой является Приднестровье. Мы никогда не выделяли эту часть молдавского государства», — подчеркнул Попов.

## Совместное участие белорусов и румын в конфликтах
| Конфликт                               | Сторона 1                                                                      | Сторона 2                                                            | Год         |
| -------------------------------------- | ------------------------------------------------------------------------------ | -------------------------------------------------------------------- | ----------- |
| Война против унии                      | Коалиция - Витебское княжество - Новогрудское княжество - Молдавское княжество | Великое княжество Литовское - Ягайло - Витовт                        | 1392 — 1394 |
| Цецорская битва                        | Молдавия Речь Посполитая - Белорусские татары                                  | Османская империя Крымское ханство                                   | 1620        |
| Осада Каменца-Подольского              | - Белорусские татары - Валахия - Молдавия                                      | - Речь Посполитая                                                    | 1672        |
| Венская битва                          | Османская империя и её вассалы: - Белорусские татары - Валахия - Молдавия      | - Валахия(секретно) - Речь Посполитая - Белорусские татары           | 1683        |
| Восстание Ракоци                       | - Княжество Трансильвания - Валахи - Молдаване - Литвины - Белорусские татары  | - Габсбургская монархия - Королевская Венгрия - Королевство Хорватия | 1703 -1711  |
| Белорусская военная коммисия в Румынии | - Королевство Румыния - МДР - БНР                                              | - Королевство Румыния - МДР - БНР                                    | 1918        |
| Румынская оккупация Покутья            | - Королевство Румыния - Желиговский                                            | - Западно-украинская народная республика                             | 1919        |
| Белорусская операция                   | - Королевство Румыния (до 23 августа 1944 года) - Белорусское государство      | Королевство Румыния (после 23 августа 1944 года) БССР                | 1944        |